# Cadillac Brougham
De Cadillac Brougham werd geproduceerd in de periode 1987 - 1992.
Tot 1986 werd de naam Brougham alleen gebruikt om een extra luxueuze uitvoering van  Cadillac aan te duiden. Zo was er in 1953 de Cadillac Eldorado Brougham en zijn er meerdere modellen Cadillac Fleetwood Brougham geweest. In 1987 werd de Fleetwood omgedoopt tot Brougham deze was ook verkrijgbaar als Brougham d'Elegance. Vanaf 1990 werd de voorkant van de auto flink aangepakt en verdwenen de dubbele koplampen. Ook kreeg de Brougham een digitale snelheidsmeter. Na 1992 verdween de Brougham weer als model, vanaf dat moment werd de naam Fleetwood weer ingevoerd en werd de Brougham wederom een uitvoering.